# Rainer Henkel
Rainer Henkel (* 27. Februar 1964 in Opladen) ist ein ehemaliger deutscher Schwimmer.
Bei den Olympischen Spielen 1988 in Seoul gewann er mit der deutschen 4 × 200-m-Freistilstaffel die Bronzemedaille. Außerdem war er Weltmeister 1986 über 400 und 1500 m Freistil und Europameister 1987 über die lange Distanz sowie mit der Staffel über 4 × 200 m Freistil. Insgesamt brachte er es in seiner aktiven Zeit auf 21 Deutsche Meistertitel. Er startete für den SV Rhenania Köln und wurde von Gerhard Hetz und Elmar Schneider trainiert.
Rainer Henkel war von 1989 bis 2001 mit der deutschen Hochspringerin Heike Henkel verheiratet. Aus dieser Ehe stammen zwei Kinder. 2005 heiratete er die Hochspringerin Maria Henkel.
Nach seiner Schwimmkarriere bestritt Henkel Autorennen als reiner Amateur im Porsche-Cup, hatte darin aber keine bedeutenden Erfolge.

## Internationale Erfolge
Erfolge bei Olympischen Spielen:
- 1988: Bronze über 4 × 200 m Freistil

Erfolge bei Weltmeisterschaften:
- 1982: Bronze über 4 × 200 m Freistil
- 1986: Gold über 400 m Freistil und 1500 m Freistil sowie Silber über 4 × 200 m Freistil

Erfolge bei Europameisterschaften:
- 1985: Silber über 1500 m Freistil sowie Bronze über 400 m Freistil
- 1987: Gold über 1500 m Freistil und 4 × 200 m Freistil sowie Silber über 400 m Freistil